# Assot
Assot és un grup de sludge metal i death 'n' roll català format per músics provinents de l'escena hardcore punk de mitjans de la dècada del 1990. Les seves lletres estan relacionades amb paisatges i llegendes del massís de Montseny i ha compartit escenari amb grups com Obituary i Brujería.

## Discografia
- Bullen les calderes (Dolmen Records, 2012)[4][5]
- Assot / Ósserp (compartit, 2014)
- Territori hostil (autoeditat, 2015)[6]
- Ósserp / Assot / Sotaterra / Godmode (compartit, 2017)